# 費希爾嶺
費希爾嶺（英語：Fischer Ridge）是南極洲的山嶺，位於維多利亞地的博克格雷溫克海岸，處於柯克冰川和艾恩賽德冰川之間，屬於阿德默勒爾蒂山脈的一部分，美國地質調查局根據測量和該國海軍的空中照片繪入地圖，現時由南極條約體系管理。

## 外部連結
. . United States Geological Survey.   [2012-03-23].
71°58′S 169°0′E / 71.967°S 169.000°E